# Hayter Peak
Hayter Peak är en bergstopp på Heard Island i Heard- och McDonaldöarna (Australien). Den ligger på halvön Laurens Peninsula. Toppen på Hayter Peak är 565 meter över havet.
Polarklimat råder i trakten. Årsmedeltemperaturen i trakten är −6 °C. Den varmaste månaden är februari, då medeltemperaturen är −1 °C, och den kallaste är augusti, med −10 °C.